# María Esperanza de Bianchini
María Esperanza Medrano de Bianchini (Barrancas, estado Monagas, Venezuela, 22 de noviembre de 1928-Long Beach island, E.U.A., 7 de agosto de 2004) nacida cerca del río Orinoco, madre de familia, mística, nombrada sierva de Dios.
El 31 de enero de 2010 en la catedral católica de San Francisco de Asís en Metuchen, Nueva Jersey, la causa para la beatificación y canonización de María Esperanza fue abierta por el obispo Paul Bootkoski de la diócesis de Metuchen que, en este acto, le dio el título de sierva de Dios. Las apariciones marianas de María Esperanza fueron aprobadas por el obispo local.

## Biografía
Siendo aún joven, María Esperanza había considerado convertirse en monja e ingresó a un convento, pero le fue revelado en una visión el 3 de octubre de 1954 que su vocación era la vida matrimonial. Se dice que en una visión, san Juan Bosco le dijo que se encontraría con su esposo el 1 de noviembre de 1955. Su matrimonio se llevó a cabo el 8 de diciembre de 1956, en una capilla de la Basílica de San Pedro en Roma.
Era particularmente devota de santa Teresa de Lisieux - la "Pequeña Flor". Los creyentes sostienen que, desde su juventud, vivió una vida de virtud y fidelidad a Dios y recibió los dones de conocimiento sobrenatural, la curación, la aparición, discernimiento de espíritus, locución, éxtasis, levitación, el olor de santidad, los estigmas y la capacidad de leer los corazones de los demás.
El 25 de marzo de 1984, la Virgen María se apareció a María Esperanza en Finca Betania, Venezuela. Más de 100 testigos dieron testimonio por escrito de aparición. El obispo local, monseñor Pío Bello, aprobó las apariciones en 1987 en consulta con el entonces cardenal Joseph Ratzinger, Prefecto de la Congregación para la Doctrina de la Fe.
Los testigos afirman haberla visto levitando durante la misa y participar en bilocación. Su historia cuenta que María recibió la dirección espiritual y el manto del Padre san Pío de Pietrelcina, y recibió en presencia de su marido, una visita sobrenatural del santo, un día antes de morir en la Isla de Long Beach, New Jersey a los 75 años.